# Arhitectura postmodernă
Arhitectura postmodernă este un stil sau mișcare care a apărut în anii 1960 ca o reacție împotriva austerității, formalității și lipsei de varietate a arhitecturii moderne, în special în stilul internațional susținut de Philip Johnson și Henry-Russell Hitchcock. Mișcarea a fost introdusă de arhitectul și planificatorul urban Denise Scott Brown și teoreticianul arhitectural Robert Venturi în cartea lor Learning from Las Vegas. Stilul a înflorit din anii 1980 până în anii 1990, în special în opera lui Scott Brown & Venturi, Philip Johnson, Charles Moore și Michael Graves. La sfârșitul anilor 1990, s-a împărțit într-o multitudine de noi tendințe, inclusiv arhitectură de înaltă tehnologie, neo-futurism și deconstructivism.